# اندرون لاهور
اندرون لاهور (اردو: اندرون لاہور) هستهٔ قدیمی شهر لاهور است. این منطقه در حدود سال ۱۰۰۰ میلادی بنیان گذاشته شد و در قرون وسطی حصاری گلی به دور آن کشیده شد.
اهمیت این منطقه در دورهٔ گورکانی، زمانی که به عنوان پایتخت انتخاب شد، افزایش یافت. به طوری که قلعه شاهی، که امروزه از میراث جهانی یونسکو است، و دیوارهای شهر در این دوره ساخته شدند.
این مجموعه شامل چند اثر تاریخی شامل، مسجد، قلعه، خانه، دروازه، حمام، باغ و … می‌شود.